# Sungai Binti
Sungai Binti is een bestuurslaag in het regentschap Batam van de provincie Riau-archipel, Indonesië. Sungai Binti telt 25.834 inwoners (volkstelling 2010).